# Jaka Muhar
Jaka Muhar (ur. 15 marca 1993) – słoweński lekkoatleta specjalizujący się w rzucie oszczepem. 
Odpadł w 2009 w eliminacjach na mistrzostwach świata juniorów młodszych. Bez powodzenia brał udział w mistrzostwach świata juniorów w Moncton (2010) i mistrzostwach Europy juniorów w Tallinnie (2011). Reprezentant Słowenii w zimowym pucharze Europy w rzutach oraz meczach międzypaństwowych. 
Rekord życiowy: 75,94 (18 marca 2012, Bar), jest to rekord Słowenii juniorów. 

## Osiągnięcia
| Rok  | Impreza                               | Miejsce          | Lokata            | Wynik |
| ---- | ------------------------------------- | ---------------- | ----------------- | ----- |
| 2009 | Mistrzostwa świata juniorów młodszych | Tyrol Południowy | el. – 22. miejsce | 63,09 |
| 2010 | I liga drużynowych mistrzostw Europy  | Budapeszt        | 9. miejsce        | 68,16 |
| 2010 | Mistrzostwa świata juniorów           | Moncton          | el. – 18. miejsce | 64,32 |
| 2011 | Mistrzostwa Europy juniorów           | Tallinn          | el. – 17. miejsce | 67,08 |
| 2012 | Zimowy puchar Europy w rzutach        | Bar              | 2. miejsce U23    | 75,94 |